# قنسرین

نقشهٔ شهر قنسرین و نقشهٔ سوریه در قرن نهم

قِنَّسْرین (به لاتین: Chalcis ad Belum) يا قنسرون يا قنسری، نام شهری بود که باقی‌مانده ویرانه‌های آن در ۴۰ کیلومتری جنوب غربی شهر حلب قرار دارد. طول جغرافیائی آن ۳۹ درجه و ۲۰ دقیقه و عرض آن ۳۵ درجه و ۲۰ دقیقه است.
در کوهستان آن مزار و زیارتگاهی است که مردم می‌گویند مزار صالح پیغمبر است.
شیعیان بر این باورند که از نشانه‌های حتمی ظهور مهدی آن است که سفیانی - که اصلی‌ترین دشمن او است - پنج شهر را، که قنسرین و حمص از جمله آنهاست، به تصرف خود درمی‌آورد.